# Хиторигами
Хиторигами (яп. 独神 Одинокие боги) — это синтоистские боги, которые появились спонтанно, не имели определенного пола и возникли в одиночестве, в отличие от тех, кто возник как пара богов мужского и женского пола Нарабиками (яп. 双神 Парные боги). Согласно «Кодзики», в эту группу богов входят: «Дзёка сансин» (Три бога сотворения), «Котоамацуками» (Особые небесные боги) и два первых бога из «Камиёнанаё» (Семь поколений эпохи богов). Сразу после появления в Такамагахаре они «не дали себя увидеть». (Букв.: «Сокрыв свой облик». По толкованию Такэда Юкити «Растворившись, скрылись между небом и землей»). В Нихон сёки рассказ об этих пяти богах опущен.  
Два бога хиторигами, Кунинотокотати-но Ками и Амэноминакануси-но ками, поручили паре богов Идзанаги и Идзанами создать землю в циркулирующей соленой воде, которая существовала под небесами в то время: «Закончите дело с этой носящейся по морским волнам землей и превратите ее в твердь».

## Список богов Хиторигами по Кодзики
«Котоамацуками»
«Дзёка сансин»
- Амэноминакануси-но ками (яп. 天之御中主神)
- Такамимусуби-но ками (яп. 高御産巣日神)
- Камимусуби-но ками (яп. 神産巣日神)
- Умасиасикаби-хикодзи-но ками (яп. 宇摩志阿斯訶備比古遅神)
- Амэнотокотати-но ками (яп. 天之常立神)

«Котоамацуками»
- Кунинотокотати-но Ками (яп. 国之常立神)
- Тоё-кумоно-но ками (яп. 豊雲野神)